# Bohumil Zavadil
Bohumil Zavadil (* 14. prosince 1940, Pivín u Prostějova) je český vysokoškolský učitel a jazykovědec, zaměřením romanista, vyučující na Filozofické fakultě Univerzity Karlovy v Praze. Platí za českého odborníka jak na jazyky románské, tak i např. na baskičtinu.

## Život a dílo
Bohumil Zavadil vystudoval v letech 1958–1964 španělštinu a italštinu na Filozofické fakultě Univerzity Karlovy v Praze, kde po ukončení svého studia i nadále jako pedagog pokračoval a kde také až roku 1990 obhájil svoji kandidátskou práci (CSc.) z oblasti španělské modality, neumožněnou předložit již v roce 1977, se dále v roce 1990 úspěšně habilitoval (doc.) a o 15 let později (2005) byl již jmenován profesorem v oboru románské lingvistiky.
Dle databáze NK ČR (k prosinci 2017) je autorem velké řady jazykovědně zaměřených knih z historie, vývoje a mluvnice španělského jazyka.

### Publikační činnost (výběr)

#### Románská jazykověda (monografie)
- Historia de la lengua española: introducción a la etimología. 1. vyd. Praha: Karolinum, 2015. 204 S.
- Baskičtina: lingvistická interpretace. 1. vyd. Praha: Karolinum, 2010. 317 S.